# Ларошфуко, Антуан де
Граф Мария Жозеф Огюст Антуан де Ларошфуко (фр. Antoine de La Rochefoucauld; 10 октября 1862, Париж — 8 сентября 1960 или 8 сентября 1959, Ménilles) — французский аристократ, художник-постимпрессионист, оккультист-розенкрейцер, меценат и коллекционер.

## Биография
Родился в 1862 году в Париже. Выходец из семьи Ларошфуко, одной из самых старинных и знатных во Франции. Четвёртый и младший сын Альфреда де Ларошфуко, герцога Ларош-Гийона (1819—1883) и Изабеллы (Изабель), урождённой Нивьер (1833—1911).
Получил военное образование и какое-то время прослужил пехотным офицером, однако довольно быстро оставил армию, сделав выбор в пользу своего увлечения живописью.
Став завсегдатаем кабаре «Чёрный кот», Антуан де Ларошфуко познакомился с Одилоном Редоном, Камилем Писсаро и композитором Эриком Сати, чей портрет он написал в 1894 году. В дальнейшем Сати посвятил ему два своих музыкальных произведения. Увлекшись оккультизмом, он с познакомился с работами Элифаса Леви и Антуана Фабра д’Оливе.
После этого Ларошфуко загорелся идеей объединить оккультизм и искусство. Найдя себе единомышленника в лице розенкрейцера Жозефена Пеладана, Ларошфуко провозгласил себя «архонтом» Ордена Розы, Креста и Эстетики. В 1892 году Ларошфуко профинансировал проведение в Париже коллективной выставки — Салона Розенкрейцеров, на котором были выставлены картины многих художников, в том числе таких, как Эмиль Бернар. В дальнейшем было проведено ещё несколько Салонов, но затем Ларошфуко поссорился с Пеладаном, который не желал уступать своё лидерство полностью, и был изгнан последним из ордена.
Как художник, Ларошфуко писал картины в стиле пуантилизма, иногда на эзотерические сюжеты. В 1893 году он арендовал галерею в Париже на улице Лаффит и организовал там постоянную выставку работ Поля Синьяка, Камиля Писсаро, Тео ван Рейссельберге и своих. В том же году он профинансировал создание журнала «Le Cœur», посвящённого эзотерике, литературе, науке и искусству. Журнал издавался до июня 1895 года, всего было выпущено десять номеров. Сам Ларошфуко печатал в своём журнале статьи, посвящённые художественной критике, в частности, положительные отзывы о творчестве Синьяка.
В 1894 году Ларошфуко купил замок Ла-Гран-Кур в городке Мений, где проводил для представителей богемы сеансы спиритизма в компании с «медиумом» Евгенией (Эжени) Дюбуа по прозвищу Мелюзина. В 1900 году он женился на ней. В этом браке родилось двое детей: Эммануэль (1898—1936; родился ещё до бракосочетания родителей) и Эжен (1901—1987).
В первой трети двадцатого века Ларошфуко жил в основном в Париже, но в 1936 году, после смерти жены и старшего сына, удалился в Мений, где проживал в своём замке, редко его покидая.
Скончался в Мение в 1959 году в возрасте 96 лет.
Хотя Ларошфуко не был единственным аристократом, примкнувшим к движению импрессионистов и их последователей (достаточно вспомнить графа Тулуз-Лотрека и графа Лепика), его поведение, эксцентричное даже на общем фоне парижской богемы, создало ему весьма запоминающийся имидж и оригинальную репутацию.
Портрет Антуана де Ларошфуко был выполнен Эмилем Шуффенекером.